# Центр краєзнавства імені академіка П. Т. Тронька
Центр краєзнавства імені академіка П. Т. Тронька (ТронькоЦентр) — науково-дослідний підрозділ Харківського національного університету імені В. Н. Каразіна. Центр здійснює координацію досліджень у галузі краєзнавства в Харківському класичному університеті, Харкові та на Слобожанщині.

## Історія
Перший в Україні Центр наукового краєзнавства був створений 18 березня 2008 р. як дослідницький структурний підрозділ Харківського національного університету імені В. Н. Каразіна. Центр було створено за підтримки Національної спілки краєзнавців України з метою збереження і розвитку давніх традицій наукового краєзнавства Слобідської України.

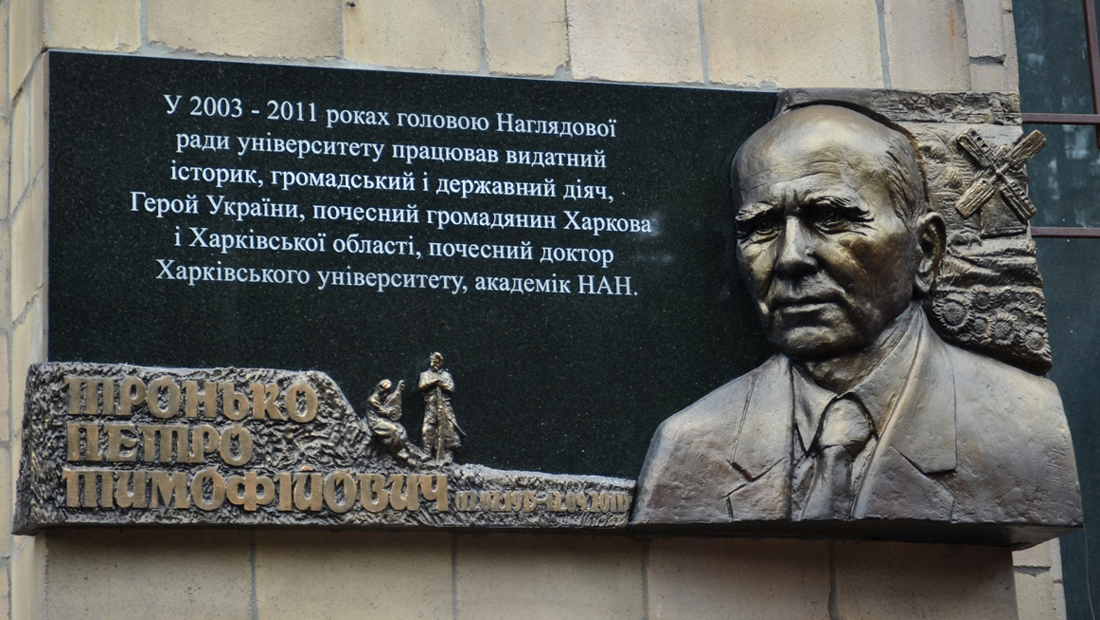
Меморіальна дошка на честь П. Т. Тронька на Головному корпусі ХНУ імені В. Н. Каразіна

З 2012 р. Центр краєзнавства носить ім'я Героя України, фундатора і першого голови відродженої Національної спілки краєзнавців України, видатного громадського і державного діяча, першого голови Наглядової ради Харківського університету, почесного громадянина Харківської області, Харкова і Богодухова, лауреата Державної премії СРСР, заслуженого діяча науки і техніки України, доктора історичних наук і почесного доктора ХНУ імені В. Н. Каразіна, академіка і віце-президента НАН України, уродженця Слобожанщини Петра Тимофійовича Тронька (1915—2011).
З 2016 р. у структурі ТронькоЦентру діє відділ етнографії.

## Діяльність
Співробітники ТронькоЦентру вивчають та узагальнюють досвід краєзнавчих осередків, що діють на Харківщині, беруть участь у роботі наукових форумів з актуальних питань краєзнавства та пам'яткознавства, надають допомогу викладачам і студентам, іншим зацікавленим особам у проведенні досліджень у галузі регіоналістики. Також тут надаються консультації для викладачів, музейних працівників, фахівців у сфері культури і туризму.
Серед завдань, що стоять перед ТронькоЦентром, можна назвати також популяризацію історико-культурної спадщини регіону в засобах масової інформації та консультування викладачів міста та області, що викладають предмет «Харківщинознавство».
На базі ТронькоЦентру відбуваються заняття з історичного краєзнавства (у тому числі й факультативні), організовуються виставки, проводяться екскурсії, тощо. Підрозділ є базою краєзнавчої, музейно-архівної, екскурсійної навчально-виробничих практик історичного факультету та факультету МЕО і ТБ ХНУ імені В. Н. Каразіна.
Серед проектів, які реалізуються у ТронькоЦентрі, варто відзначити щорічну Міжнародну краєзнавчу конференцію молодих учених. Її історія розпочалася у 1983 р., що робить конференцію найстарішою в Україні з-поміж аналогічних молодіжних форумів.
Для учасників конференції ТронькоЦентром засновані премії на честь видатних істориків-краєзнавців П. Т. Тронька й А. Г. Слюсарського.
Важливим напрямком діяльності ТронькоЦентру є профорієнтаційна робота. Вона здійснюється на базі шкіл, гімназій і ліцеїв, Палацу дитячої та юнацької творчості, Обласної станції юних туристів та ін.
ТронькоЦентр реалізує проекти з публікації архівних матеріалів, краєзнавчої літератури, іншої друкованої продукції (перш за все — ювілейних збірок, енциклопедичної та довідкової літератури, путівників, буклетів, календарів пам'ятних подій). За участю співробітників Центру підготовлений перший в Україні підручник для вузів «Краєзнавство».
ТронькоЦентр активно співпрацює з академічними й освітніми закладами гуманітарного профілю: Національною спілкою краєзнавців України, Українським товариством охорони пам'яток історії і культури, іншими організаціями, перш за все музеями, архівами та бібліотеками, національно-культурними об'єднаннями, релігійними громадами, а також з районними, міськими та обласною адміністраціями. За час свого існування ТронькоЦентр отримав більше десяти грантів Харківської міської і Харківської обласної адміністрацій. За участі співробітників Центру в Харкові та області встановлено чимало пам'ятників, пам'ятних і меморіальних дощок.
Плідні зв'язки налагоджені між ТронькоЦентром та іншими підрозділами Харківського університету: факультетами, Центральною науковою бібліотекою ХНУ імені В. Н. Каразіна, музеями та ін.